# Howard Zinn
Howard Zinn (ur. 24 sierpnia 1922 w Nowym Jorku, zm. 27 stycznia 2010 w Santa Monica) – amerykański historyk, w latach 1964–1988 profesor Boston University; weteran wojenny.

## Życiorys

### Dzieciństwo
Urodził się w rodzinie biednych żydowskich imigrantów w Brooklynie. Jego rodzice pracowali w fabryce. Zinn nie posiadał własnej biblioteki, a jego wykształcenie zostało ukształtowane na pismach Charlesa Dickensa. Studiował również twórcze pisanie w Thomas Jefferson High School. Jako nastolatek pracował w stoczni.

### II Wojna Światowa
Z powodu wrogiego nastawienia do faszyzmu wstąpił do armii. Podczas II wojny światowej wykonywał loty bombowe jako pilot, niszcząc cele w Berlinie, Czechosłowacji i na Węgrzech. Jego antywojenne stanowisko spowodowane było po części osobistymi doświadczeniami. W kwietniu 1945 roku brał udział w eksperymentalnym użyciu napalmu w miejscowości Royan na zachodzie Francji. Te doświadczenia uwrażliwiły go na przyszłość, także odnośnie do dylematów etycznych amerykańskich żołnierzy na polu wojny. Zinn kwestionował odtąd użycie wojska, ponieważ często skutkowało ono masowymi ofiarami wśród cywilów (Hiroszima i Nagasaki, wojna w Wietnamie, wojna w Iraku i Afganistanie). Wskazywał na podstępny język propagandy, który określał eufemizmami działania wojenne, ukrywając prawdziwe zamysły generałów.

### Edukacja i kariera akademicka
Po II wojnie światowej wykładał na Spelman College w Atlancie w latach 1956–1963, pełnił również funkcję tzw. visiting professor na Uniwersytecie Paryskim i Uniwersytecie Bolońskim.
W 1964 objął stanowisko profesora nauk politycznych na Boston University, które piastował do 1988 r.
Zinn wierzył, że tradycyjne podejście do historii było ograniczone. Napisał A People’s History of the United States, by pokazać inne perspektywy historii Ameryki. Książka ukazuje walkę rdzennych mieszkańców Ameryki, niewolników, związkowców i innych pracowników, a także kobiet i Afroamerykanów o prawa obywatelskie. Książka była finalistką National Book Award w 1981.

### Ruch na rzecz wolności i pokoju
W latach 1956–1963 był szefem wydziału historii i nauk społecznych na Spelman College. Brał udział w ruchu praw obywatelskich w celu zniesienia praktyki segregacji rasowej w hotelach.
Podczas pobytu w Spelman Zinn działał jako doradca w Pokojowym Komitecie Koordynacyjnym Studentów (ang. Student Nonviolent Coordinating Committee, SNCC).
Chociaż Zinn był utytułowanym profesorem, został wyrzucony w czerwcu 1963 roku, po poparciu studentów w walce przeciwko segregacji.
Podczas pobytu w Georgii, w artykule na temat ruchu praw obywatelskich Albany, Zinn opisywał ludzi, którzy brali udział „rajdach wolności”, by zakończyć segregację, i niechęć prezydenta Johna F. Kennedy’ego, by przeforsować stosowne prawo. Zinn wskazywał, że w owym czasie Departament Sprawiedliwości i FBI zrobiły mało, by zatrzymać degradowanie pracowników praw obywatelskich.
Zinn napisał jedną z wczesnych książek wzywających do zakończenia wojny w Wietnamie. Vietnam: The Logic of Withdrawal oparta była na jego artykułach w Commonwealth, The Nation, Ramparts.
Na szczególną uwagę w tym kontekście zasługuje wydanie przez Daniela Ellsberga Pentagon Papers.
W grudniu 1969 radykalni historycy bez powodzenia starali się przekonać Stowarzyszenie Amerykańskich Historyków (AHA), by wydało rezolucję przeciwko wojnie w Wietnamie.
W późniejszych latach Zinn był doradcą Funduszu na rzecz Rozbrojenia (Disarm Education Fund).

### Socjalizm a sprawa FBI
Howard Zinn sam siebie określał jako częściowo anarchistę, częściowo socjalistę, częściowo socjaldemokratę. Starał się, aby na socjalizm nie patrzeć przez pryzmat ZSRR, które dało temu ruchowi złe znaczenie, ale przez pryzmat milionów ludzi, którzy współtworzyli ten ruch, opierając się na założeniu, że system ekonomiczny powinien sprzyjać nie tylko bogatym korporacjom, ale potrzebom większości ludzi; w celu budowy społeczeństwa opartego na uprzejmości i wspólnocie.
Po śmierci Zinna służby specjalne FBI wydały ponad czterysta stron z informacjami o życiu i działalności. Sugerowano, że w erze McCarthy’ego należał do partii komunistycznej (CPUSA), ale on zaprzeczył, jakoby miało to miejsce; jedynie brał udział w działalnościach różnych komunistycznych organizacji, dla których jedyną motywacją był wkład w krzewienie społeczeństwa obywatelskiego.
W latach 60. XX wieku brał czynny udział w kampanii przeciwko wojnie w Wietnamie i wpłynął na Martina Luthera Kinga; od tego czasu służby specjalne uznały go za zagrożenie dla kraju i w notatkach zwracały uwagę na krytykę Zinna pod adresem FBI, że nie chronią czarnej mniejszości przeciwko „przemocy białego motłochu”. Howard Zinn był ideologicznym przywódcą tzw. peace activists; niezależnej i wpływowej organizacji działającej w Ameryce (m.in. Naomi Klein).

## Śmierć
Zinn pływał w hotelowym basenie, gdy dostał ataku serca. W dniu, w którym zmarł, miał wygłosić mowę w muzeum sztuki w Santa Monica. Zinn pozostawił córkę Myla Kabat-Zinn, syna Jeffa Zinna i pięcioro prawnuków.

## Nagrody
Za udział w ruchu pacyfistycznym otrzymał Peace Abbey Courage of Conscience Award (1996), Thomas Merton Award (1998), Eugene V. Debs Award (1998). W 1998 zdobył również Lannan Literary Award za literaturę faktu, a w następnym roku wygrał Upton Sinclair Award, która honorowała aktywizm społeczny. W 2003 otrzymał Prix des Amis du Monde diplomatique za francuską wersję jego pracy seminaryjnej, Une histoire populaire des Etats-Unis. W 2006 Zinn otrzymał Haven's Center Award za życiowy wkład do krytycznej wiedzy, w Madison, w stanie Wisconsin

## Publikacje

### Autor (wybór)
- Hiroshima: Breaking the Silence
- Howard Zinn On Democratic Education
- Howard Zinn on History (2000)
- Howard Zinn on War (2000)
- You Can’t Be Neutral on a Moving Train: A Personal History of Our Times (1994)
- LaGuardia in Congress (1959)
- Original Zinn: Conversations on History and Politics (2006) Howard Zinn and David Barsamian.
- Passionate Declarations: Essays on War and Justice (2003)
- The Pentagon Papers Senator Gravel Edition. Vol. Five. Critical Essays. Boston. Beacon Press, 1972. 341p. plus 72p. of Index to Vol. I–IV of the Papers, Noam Chomsky, Howard Zinn, editors.
- A People’s History of the United States: 1492 – Present (1980)
- The People Speak: American Voices, Some Famous, Some Little Known (2004)
- Playbook by Maxine Klein, Lydia Sargent and Howard Zinn (1986)
- Terrorism and War (2002)
- The Twentieth Century: A People’s History (2003)
- Vietnam: The Logic of Withdrawal (1967)
- Voices of a People’s History of the United States (2009)

### Nagrania
- A People’s History of the United States (1999)
- Artists in the Time of War (2002)
- Heroes & Martyrs: Emma Goldman, Sacco & Vanzetti, and the Revolutionary Struggle (2000)
- Stories Hollywood Never Tells (2000)
- You Can’t Blow Up A Social Relationship

### Teatr
- Emma (1976)
- Daughter of Venus (1985)
- Marx in Soho (1999)

## Publikacje w języku polskim
- Buntowniczy duch Ameryki, rozmowę przeprowadził Artur Domosławski, „Monde Diplomatique: miesięcznik społeczno-polityczny” 2007, nr 12, s. 4-5.
- Ludowa historia Stanów Zjednoczonych. Od roku 1492 do dziś, przeł. Andrzej Wojtasik, wstęp Artur Domosławski, Warszawa: Wydawnictwo Krytyki Politycznej 2016.

## Biografie
- Deb Ellis and Denis Mueller, Howard Zinn: You Can’t Be Neutral on a Moving Train (film 2004)
- Davis D. Joyce, Howard Zinn: A Radical American Vision (2003)
- Gagliano Giuseppe, L’intellettuale in rivolta. L’antagonismo politico attraverso le riflessioni di Zinn, Buber,Comsky (2010)